# Narathiwat (provincie)
Narathiwat (Thai: นราธิวาส) is een Thaise provincie in het zuiden van Thailand. De naam van de provincie betekent vrijwel letterlijk de residentie van goede mensen. De provincie ligt op ongeveer 1149 kilometer van Bangkok. Narathiwat grenst aan de volgende provincies en landen: Pattani, Maleisië en Yala.

## Provinciale symbolen
|  | Het zegel van de provincie toont een zeilboot met een witte olifant op het zeil. Het zegel benadrukt ook Narathiwats ligging aan de kust en het belang van handel en visvangst voor de lokale economie. De witte olifant op het zegel is een koninklijk symbool van Thailand en duidt op de vangst van de olifant genaamd:Phra Sri Nararat Rajakarini die aan de koning geschonken is. De provinciale boom is de Neobalanocarpus heimii. De provinciale bloem is de Odontadenia macrantha. De provinciale vrucht is de Langsat (Lansium domesticum). |

## Algemeen
De regering heeft in de straten van de plaatsen in de provincie Yala een luidsprekersysteem opgehangen dat van 6 uur 's ochtends tot 6 uur 's avonds nieuwsberichten van de regering brengt. Ook wordt hierop 's ochtends en 's avonds het volkslied gespeeld waaraan iedereen respect moet betonen door te stoppen met hun activiteiten. De regering heeft dit gedaan om een Thais nationalisme in de bevolking boven te brengen.

## Geografie
De provincie Narathiwat ligt op het schiereiland Malakka en heeft een kustlijn van ongeveer 59 km. Belangrijke rivieren in de provincie zijn de Ya Kang, Bang Nara en de Golok.

## Klimaat
De provincie Narathiwat heeft een Moessonklimaat. De gemiddelde jaartemperatuur is 30 °C. Met temperaturen gemeten zo laag als 21 °C tot 35,6 °C. Gemiddeld valt er 2576,9 mm regen per jaar.

## Politiek

### Bestuurlijke indeling
De provincie is onderverdeeld in 13 Amphoe (districten). Dezen zijn verder onderverdeeld in 115 tambon (gemeentes) en 629 mooban (dorpen).
| 1. Mueang Narathiwat 2. Tak Bai 3. Bacho 4. Yi-ngo 5. Ra-ngae 6. Rueso 7. Si Sakhon | 1. Waeng 2. Sukhirin 3. Sungai Golok 4. Sungai Padi 5. Chanae 6. Cho-airong |

## Bevolking

### Etniciteit
De meerderheid van de bevolking is van Maleisische afkomst en spreekt het Maleisisch (meer dan 80 procent van de bevolking).
Chinezen en Thai vormen een minderheid.

### Religie
De meerderheid van de bevolking in de provincie is islamitisch (82,0 procent). Boeddhisten vormen een minderheid in de provincie Narathiwat (17,9 procent).

## Geschiedenis

### Koninkrijk Pattani
Van oudsher maakte het gebied waarin de huidige provincie Narathiwat ligt sinds de 13e eeuw onderdeel uit van het Koninkrijk Pattani (ook wel sultanaat). De hoofdstad van dit koninkrijk was de stad Pattani. Na een eerste bezetting door het koninkrijk Ayutthaya en een geslaagde opstand na de val van dat koninkrijk in 1767 wordt Pattani en daarmee Narathiwat door koning Rama I definitief bij Siam (tegenwoordig Thailand) gevoegd. In 1785 volgt er nog eenmaal een opstand tegen de Siamese overheersers. In 1816 verdeelt Koning Rama II het koninkrijk Pattani in 7 kleine staten (Patani, Raman, Jalar, Sai, Legeh, Jering en Nongcik) en maakt zo een definitief einde aan de heerschappij van de sultan van Pattani.

### Annexatie door Siam
In 1906 werd Pattani en daarmee hedendaags Narathiwat onderdeel van de Monthon Pattani. Als onderdeel van het verdrag van Bangkok van 1909, gesloten op 10 maart 1909, tussen het Verenigd Koninkrijk en Siam werden de noordelijke delen van het koninkrijk Pattani en daarmee hedendaags Narathiwat definitief door het koninkrijk Siam geannexeerd. De naam Narathiwat werd in 1915 door koning Rama VI gegeven aan de plaats Bang Nara.

### Onder Siam en Thailand
Samen met de hedendaagse provincie Yala was het gebied van Narathiwat tot 1933 een onderdeel van de provincie Pattani. In dat jaar werd Pattani een zelfstandige provincie.
Na de annexatie zijn er nog diverse opstanden in het gebied geweest van de bevolking om te proberen het weer onafhankelijk te maken van de Thaise overheersers. De overwegend moslim bevolking in het gebied voelt zich achtergesteld ten opzichte van de overwegend boeddhistische bevolking in de rest van het land. Gedurende de jaren 60, '70 en 80 waren er zowel communistische als islamitische opstandelingen actief in de provincie. In het midden van de jaren 80 na een algemene amnestieverlening van de regering keerden de meeste opstandelingen terug naar huis.

### Recente geschiedenis
In de eerste jaren van de 21e eeuw vinden er verscheidene overvallen plaats op politieposten. Dit zijn echter altijd kleinschalige aanvallen. Op 4 januari 2004 vond er echter een gecoördineerde aanval plaats op meerdere doelen waarbij veel wapens worden geroofd. Hierop wordt de noodtoestand in het gebied uitgeroepen. Het Tak Bai incident in de provincie Narathiwat en andere incidenten zijn het gevolg. Bijna dagelijks vinden er in het gebied aanslagen plaats waarbij vooral boeddhistische monniken, de politie en het leger het doelwit vormen. De opstandelingen willen in het gebied een nieuwe staat genaamd Pattani vestigen.